# Rio Muni
Rijeka Muni (španjolski: Río Muni, fang: Mbini) kontinentalna je regija Ekvatorijalne Gvineje, a obuhvaća kopnenu zemljopisnu regiju, pokriva 26 017 km2. Ime je izvedeno rijeke Muni koja teče tim krajem. 

## Povijest
Portugal je ovo područje ustupio Španjolskoj godine 1778. sporazumom iz El Parda. Španjolci su se nadali da će tu moći prikupljati robove za rade u njihovim drugim prekomorskim posjedima, ali njihovi doseljenici su pomrli od žute groznice i područje je napušteno. Kakao i drvo su postali glavni industrijski proizvod nakon kolonizacije. Rijeka Muni je uz Bioko postala 1959. pokrajina Španjolske Gvineje a nakon njenog osamostaljenja dio Ekvatorijalne Gvineje. 

## Stanovništvo
Područje ima oko 300 tisuća stanovnika, uglavnom pripadnika plemena Fang.
Glavni jezici na otoku su Fang-ntumu, koji se govori na sjeveru i Fang-Okah, koji se govori na jugu. Španjolski se također govori, iako kao drugi jezik.

## Upravna podjela
- Središnji jug
- Kié-Ntem
- Primorje
- Wele-Nzas

## Gradovi
Najveći grad je Bata koja također služi kao regionalno upravno središte. Ostali veći gradovi su Evinayong, Ebebiyín, Acalayong, Acurenam, Mongomo, Sevilla de Niefang, Valladolid de los Bimbiles i Mbini. 